# Кузнецов, Андрей Константинович
Андре́й Константи́нович Кузнецо́в (25 января 1956, Москва) — российский валторнист и музыкальный педагог, солист Госоркестра и оркестра «Новая Россия», артист Московского симфонического оркестра, участник ансамбля Юрия Башмета «Солисты Москвы», преподаватель, заслуженный артист Российской Федерации, лауреат международного конкурса. Сейчас преподаёт в МССМШ им. Гнесиных, а также в АМУ при МГК им.П.И.Чайковского.